# Campeonato Femenino Sub-16 de la OFC de 2023
El Campeonato Femenino Sub-16 de la OFC 2023, fue la quinta edición del Campeonato Femenino OFC Sub-16/U-17, el campeonato internacional bienal de fútbol juvenil organizado por la Confederación de Fútbol de Oceanía (OFC) para las selecciones nacionales femeninas sub-16 y sub-17 de Oceanía. Este torneo fue el segundo en formato Sub-16. El primero fue en 2017. El torneo tuvo como sede Tahití. 
El ganador del torneo se clasificó para la Copa Mundial Femenina de Fútbol Sub-17 de 2024 en República Dominicana como representante de la OFC.

## No participaron
- Papúa Nueva Guinea
- Samoa
- Samoa Estadounidense

## Fase de grupos
El sorteo de la fase de grupos se celebró el 18 de mayo de 2023.
La Confederación de Fútbol de Oceanía (OFC) confirmó que Papúa Nueva Guinea y Samoa se retiraron del Campeonato Femenino Sub-16 de la OFC.
El nuevo sorteo se celebró el 8 de septiembre.

### Grupo A
| Equipo          | Pts | PJ | PG | PE | PP | GF | GC | Dif | Clasificación     |
| --------------- | --- | -- | -- | -- | -- | -- | -- | --- | ----------------- |
| Tahití          | 7   | 3  | 2  | 1  | 0  | 6  | 1  | 5   | Fase eliminatoria |
| Tonga           | 4   | 3  | 1  | 1  | 1  | 8  | 5  | 3   | Fase eliminatoria |
| Nueva Caledonia | 3   | 3  | 0  | 3  | 0  | 3  | 3  | 0   | Por el 5.º. lugar |
| Islas Salomón   | 1   | 3  | 0  | 1  | 2  | 2  | 10 | -8  | Por el 7.º. lugar |

| 13 de septiembre de 2023 | Tonga                             | 5:1     | Islas Salomón | Stade Pater Te Hono Nui, Pirae, Tahití             |                                                    |
| 16:00                    | - 26', 29', 40', 55', 59' Faletau | Reporte | - Kini 75'    | Asistencia: 265 espectadores Árbitra: Torika Delai | Asistencia: 265 espectadores Árbitra: Torika Delai |

| 13 de septiembre de 2023 | Nueva Caledonia | 0:0     | Tahití | Stade Pater Te Hono Nui, Pirae, Tahití             |                                                    |
| 19:00                    |                 | Reporte |        | Asistencia: 473 espectadores Árbitra: Beth Rattray | Asistencia: 473 espectadores Árbitra: Beth Rattray |

| 16 de septiembre de 2023 | Nueva Caledonia              | 2:2     | Tonga                     | Stade Pater Te Hono Nui, Pirae, Tahití                 |                                                        |
| 16:00                    | - Kourevi 37' - Honakoko 77' | Reporte | - Faletau 60' - Pongi 73' | Asistencia: 100 espectadores Árbitra: David Yareboinen | Asistencia: 100 espectadores Árbitra: David Yareboinen |

| 16 de septiembre de 2023 | Islas Salomón | 0:4     | Tahití                                                      | Stade Pater Te Hono Nui, Pirae, Tahití                |                                                       |
| 19:00                    |               | Reporte | - Tahutini 16' - Le Gayic 36' - Leodolter 45' - Gendron 77' | Asistencia: 325 espectadores Árbitra: Gerard Ionatana | Asistencia: 325 espectadores Árbitra: Gerard Ionatana |

| 19 de septiembre de 2023 | Islas Salomón | 1:1     | Nueva Caledonia | Stade Pater Te Hono Nui, Pirae, Tahití             |                                                    |
| 16:00                    | - Kini 72'    | Reporte | - Wahnawe 90'   | Asistencia: 185 espectadores Árbitra: Torika Delai | Asistencia: 185 espectadores Árbitra: Torika Delai |

| 19 de septiembre de 2023 | Tahití                        | 2:1     | Tonga       | Stade Pater Te Hono Nui, Pirae, Tahití             |                                                    |
| 19:00                    | - Tupahururu 63' - Kautai 76' | Reporte | - Tonga 43' | Asistencia: 275 espectadores Árbitra: Beth Rattray | Asistencia: 275 espectadores Árbitra: Beth Rattray |

### Grupo B
| Equipo        | Pts | PJ | PG | PE | PP | GF | GC | Dif | Clasificación     |
| ------------- | --- | -- | -- | -- | -- | -- | -- | --- | ----------------- |
| Nueva Zelanda | 9   | 3  | 3  | 0  | 0  | 43 | 1  | 42  | Fase eliminatoria |
| Fiyi          | 6   | 3  | 2  | 0  | 1  | 16 | 7  | 9   | Fase eliminatoria |
| Islas Cook    | 3   | 3  | 1  | 0  | 2  | 2  | 17 | -15 | Por el 5.º. lugar |
| Vanuatu       | 0   | 3  | 0  | 0  | 3  | 4  | 40 | -36 | Por el 7.º. lugar |

| 14 de septiembre de 2023 | Nueva Zelanda | 12:0    | Islas Cook | Stade Pater Te Hono Nui, Pirae, Tahití               |                                                      |
| 16:00                    | - Teariki 6' (a.g.) - Ardana 26' - Pivac 33' - De Wit 34' - Bennett 39', 45', 68', 79', 86' - Jerez 73' - Pugh 76' - Vlok 84' | Reporte |            | Asistencia: 175 espectadores Árbitra: Tellos Kaufusi | Asistencia: 175 espectadores Árbitra: Tellos Kaufusi |

| 14 de septiembre de 2023 | Fiyi | 11:3    | Vanuatu                     | Stade Pater Te Hono Nui, Pirae, Tahití             |                                                    |
| 19:00                    | - Theresa 2' - Kuladina 8', 55' - Tabunase 26', 48' - Ratulele 27', 79', 89' - Qalivere 50' - Tabua 86', 90+3' | Reporte | - Tari 36' - Takau 68', 82' | Asistencia: 248 espectadores Árbitra: Shama Maemae | Asistencia: 248 espectadores Árbitra: Shama Maemae |

| 17 de septiembre de 2023 | Nueva Zelanda                                           | 4:1     | Fiyi           | Stade Pater Te Hono Nui, Pirae, Tahití          |                                                 |
| 16:00                    | - Bennett 27' - Jerez 40' - Young 50' - Vlok 52' (pen.) | Reporte | - Qalivere 74' | Asistencia: 179 espectadores Árbitra: Pari Oito | Asistencia: 179 espectadores Árbitra: Pari Oito |

| 17 de septiembre de 2023 | Vanuatu     | 1:2     | Islas Cook                   | Stade Pater Te Hono Nui, Pirae, Tahití               |                                                      |
| 19:00                    | - Moses 71' | Reporte | - Enoka 34' - Kamikamica 68' | Asistencia: 150 espectadores Árbitra: Gideon Mamuala | Asistencia: 150 espectadores Árbitra: Gideon Mamuala |

| 20 de septiembre de 2023 | Vanuatu | 0:27    | Nueva Zelanda | Stade Pater Te Hono Nui, Pirae, Tahití             |                                                    |
| 16:00                    |         | Reporte | - Pivac 3', 8', 22', 33', 45', 69' - De Wit 6' - Ardana 14' - Young 19' - Jerez 20', 38', 58' - McGillivray 29' - Wanemut 45+3' (a.g.) - Saxon 49' - Cleall-Harding 55', 66', 68', 76' - Bryant 60', 78' - Vlok 72', 81', 84', 90+5' - Bennett 83', 90+2' | Asistencia: 170 espectadores Árbitra: Shama Maemae | Asistencia: 170 espectadores Árbitra: Shama Maemae |

| 20 de septiembre de 2023 | Islas Cook | 0:4     | Fiyi                                           | Stade Pater Te Hono Nui, Pirae, Tahití               |                                                      |
| 19:00                    |            | Reporte | - Kuladina 13', 41' - Tabua 21' - Tabunase 37' | Asistencia: 216 espectadores Árbitra: Tellos Kaufusi | Asistencia: 216 espectadores Árbitra: Tellos Kaufusi |

## Por el séptimo lugar
| 24 de septiembre de 2023 | Islas Salomón                                                                                | 12:1    | Vanuatu      | Stade Pater Te Hono Nui, Pirae, Tahití            |                                                   |
| 16:00                    | - Kini 15', 24', 39', 45', 46', 54' - Maetoloa 22' - Oritaimae 52', 65', 70', 76' - Toby 80' | Reporte | - Carlot 61' | Asistencia: 87 espectadores Árbitra: Torika Delai | Asistencia: 87 espectadores Árbitra: Torika Delai |

## Por el quinto lugar
| 24 de septiembre de 2023 | Nueva Caledonia                                                                   | 8:0     | Islas Cook | Stade Pater Te Hono Nui, Pirae, Tahití             |                                                    |
| 19:00                    | - Wahnawe 15', 30', 50' - Naaoutchoue 21', 40' - Bako 63' - Hmaen 68' - Gotie 86' | Reporte |            | Asistencia: 150 espectadores Árbitra: Beth Rattray | Asistencia: 150 espectadores Árbitra: Beth Rattray |

## Fase final
|  | Semifinales      | Semifinales      |   |                  | Final            | Final |  |
|  |                  |                  |   |                  |                  |       |  |
|  |                  |                  |   |                  |                  |       |  |
|  | 23 de septiembre |                  |   |                  |                  |       |  |
|  | Tahití           | 2 (2)            |   |                  |                  |       |  |
|  | Fiyi (p.)        | 2 (3)            |   |                  |                  |       |  |
|  |                  |                  |   |                  |                  |       |  |
|  |                  |                  |   |                  | 26 de septiembre |       |  |
|  |                  |                  |   |                  | Fiyi             | 0     |  |
|  |                  | Nueva Zelanda    | 1 |                  |                  |       |  |
|  |                  |                  |   |                  |                  |       |  |
|  |                  |                  |   |                  |                  |       |  |
|  |                  |                  |   |                  | Tercer lugar     |       |  |
|  | 23 de septiembre | 23 de septiembre |   | 26 de septiembre | 26 de septiembre |       |  |
|  | Nueva Zelanda    | 7                |   | Tahití           | 5                |       |  |
|  | Tonga            | 0                |   |                  | Tonga            | 3     |  |

### Semifinales
| 23 de septiembre de 2023 | Tahití                                             | 2:2 (t. s.)(2–3 p.)        | Fiyi                                              | Stade Pater Te Hono Nui, Pirae, Tahití               |                                                      |
| 16:00                    | - Tupahururu 41' - Teikiotiu 83'                   | Reporte                    | - Tabunase 23' (pen.) - Laulaba 56'               | Asistencia: 350 espectadores Árbitra: Gideon Mamuala | Asistencia: 350 espectadores Árbitra: Gideon Mamuala |
|                          |                                                    | Tiros desde el punto penal |                                                   |                                                      |                                                      |
|                          | - Kautai - Teikiotiu - Gendron - Masingue - Dehors |                            | - Singh - Theresa - Laulaba - Tabunase - Kuladina |                                                      |                                                      |

| 23 de septiembre de 2023 | Nueva Zelanda                                                                       | 7:0     | Tonga | Stade Pater Te Hono Nui, Pirae, Tahití             |                                                    |
| 19:00                    | - Pivac 8' - Pugh 35' - Vlok 48' (pen.) - Jerez 53' - Bennett 53', 59' - De Wit 71' | Reporte |       | Asistencia: 265 espectadores Árbitra: Shama Maemae | Asistencia: 265 espectadores Árbitra: Shama Maemae |

### Partido por el tercer lugar
| 26 de septiembre de 2023 | Tahití                                         | 5:3     | Tonga                                     | Stade Pater Te Hono Nui, Pirae, Tahití             |                                                    |
| 16:00                    | - Le Gayic 18', 42', 45+5', 45+6' - Kautai 36' | Reporte | - Faletau 8' - Pongi 82' - Falekakala 89' | Asistencia: 523 espectadores Árbitra: Beth Rattray | Asistencia: 523 espectadores Árbitra: Beth Rattray |

### Final
| 26 de septiembre de 2023 | Fiyi | 0:1     | Nueva Zelanda | Stade Pater Te Hono Nui, Pirae, Tahití             |                                                    |
| 19:00                    |      | Reporte | - Pugh 90+4'  | Asistencia: 711 espectadores Árbitra: Shama Maemae | Asistencia: 711 espectadores Árbitra: Shama Maemae |

## Campeón
|                                  |
| Bandera de Nueva Zelanda         |
| Campeón Nueva Zelanda 5.º título |

## Clasificados a laCopa Mundial Femenina Sub-17 de 2024
| Bandera de Nueva Zelanda |
| Nueva Zelanda            |